# Уложение Гагаузии
Уложение Гагаузии — основной закон Гагаузии. Уложение обладает исключительной юридической силой на всей территории Гагаузии. Было принято 14 мая 1998 года Народным Собранием Гагаузии после длительного противостояния непризнанной Гагаузской республики с центральными властями Республики Молдова и принятия в его результате Парламентом Молдовы Закона об особом правовом статусе Гагаузии. Состоит из 10 разделов. Устанавливает правовой статус Гагаузии в составе Республики Молдова и организацию и полномочия органов публичной власти Гагаузии. Определяет права, свободы и обязанности человека и гражданина, действующие в Гагаузии. Автором считается Лебедев Валерий Ювенальевич, 23.12.1948 г.р. , уроженец г. Чадыр - Лунга.